# Березник (Ракуло-Кокшеньгское сельское поселение)
Березник — деревня в Вельском районе Архангельской области. Относится к муниципальному образованию «Ракуло-Кокшеньгское».

## География
Деревня расположена в 55 километрах на восток от Вельска на правом берегу реки Кокшеньга (приток Устьи) близ впадении в неё притока Мостница. Ближайшие населённые пункты: на западе деревня Туровская.
Часовой пояс
Березник, как и вся Архангельская область, находится в часовой зоне МСК (московское время). Смещение применяемого времени относительно UTC составляет +3:00.

## Население
| 2002 | 2010 | 2012 | 2014 |
| ---- | ---- | ---- | ---- |
| 8    | ↘4   | ↘3   | ↘2   |

## История
Указана в «Списке населённых мест по сведениям 1859 года» в составе Вельского уезда Вологодской губернии под номером «2457» как «Березнинская». Насчитывала 9 дворов, 35 жителей мужского пола и 37 женского.
В материалах оценочно-статистического исследования земель Вельского уезда упомянуто, что в 1900 году в административном отношении деревня входила в состав Ракуло-Кокшеньгского сельского общества Устьвельской волости. На момент переписи в селении Березнинское находилось 14 хозяйств, в которых проживало 47 жителей мужского пола и 55 женского.